# Estação Rogier
Rogier é uma estação da das linhas 2 e 6 do Metro de Bruxelas.